# MZ (Zschopau)
MZ is een Duits motorfietsmerk.
Dit Oost-Duits merk kwam in 1946 voort uit de voormalige DKW-fabriek. Aanvankelijk heette het bedrijf IFA-DKW, maar in 1956 werd het MZ, de afkorting voor Volkseigener Betrieb Motorradwerk Zschopau. De naam werd later gewijzigd in MZ Motorradwerke, Zschopau.
Er werden voornamelijk modellen met een eencilinder tweetaktmotor, met een cilinderinhoud van 123 tot 243 cc, gemaakt waaronder redelijk succesvolle terreinmodellen. Ook in de wegrace was MZ succesvol. In de jaren tachtig werden er korte tijd motorfietsen van MZ in Brazilië geproduceerd. Uiterlijk waren deze moderner en kleurrijker dan de machines uit de DDR.

## MuZ
Na de val van de Berlijnse Muur (1989) kwam het bedrijf in moeilijkheden en in juli 1993 veranderde de naam in MuZ. De tweetaktproductie werd verkocht aan het Turkse bedrijf Kombassan Kanuni, dat ze onder de naam Kanuni-MZ verder bouwde.
MuZ Motorrad- und Zweiradwerke. Vanaf juli 1993 werd dit de naam voor de MZ-fabriek. MuZ maakte motorfietsen op basis van Yamaha-660 cc viertakt-eencilinders, hoewel aanvankelijk ook Rotax-blokken (eveneens viertaktmotoren) werden gebruikt. Prototypes met het 850 cc Yamaha TDM-blok kwamen nooit op de markt. Wel werd er een redelijk succesvol 500 cc wegraceteam opgezet met machines gebaseerd op de BRM/ROC/Swissauto-motoren. Deze reden onder de naam Weber-MuZ.
Het merk was intussen door het Maleisische bedrijf Hong Leong overgenomen.

## Terug naar MZ
In 2000 veranderde men de naam MuZ weer terug in MZ. In dat jaar werd weer een nieuwe motor met eigen viertakt-blok gepresenteerd, de RT 125, een naam die verwees naar de beroemde DKW RT 125. Later volgde ook nog een zware paralleltwin, de MZ 1000 S.
In het tweede halfjaar van 2008 werd de stilgelegd, geldschieter Hong Leong had zich teruggetrokken. Sinds september 2008 werden geen motorfietsen meer geproduceerd en aan het einde van het jaar werd de fabriek gesloten.

## Herstart in 2009 met elektroscooters
In maart 2009 werd bekend dat de voormalige motorcoureurs Ralf Waldmann en Martin Wimmer het Motorrad- und Zweiradwerk Zschopau wilden kopen en saneren. Sinds de heroprichting handelde de onderneming onder de naam Motorenwerke Zschopau GmbH. De hoop bij de herstart werd gevestigd op het ontwikkelen van een elektroscooter, de MZ Emmely EL1 en de herstart van de productie van de elektroscooter Charly. Eind 2009 startte de productie van de Charly in de inmiddels 23 werknemers tellende motorfabriek.
Het was van korte duur, op 7 september 2012 vroeg bedrijfsleider Martin Wimmer wegens betalingsachterstanden het faillissement bij de rechtbank in Chemnitz aan. Begin mei 2013 werden de laatste werknemers ontslagen. Er waren nog pogingen gedaan om een overname door andere bedrijven te bewerkstelligen, daaronder was BMW Motorrad, waarvoor Wimmer en Waldmann lichte motorfietsen hadden willen bouwen.

## Weetje
- Er bestond vroeger nog een merk met de naam MZ, zie MZ ('t Zandt).